# Basilica di Santa Maria Maddalena

Pianta e fasi storiche

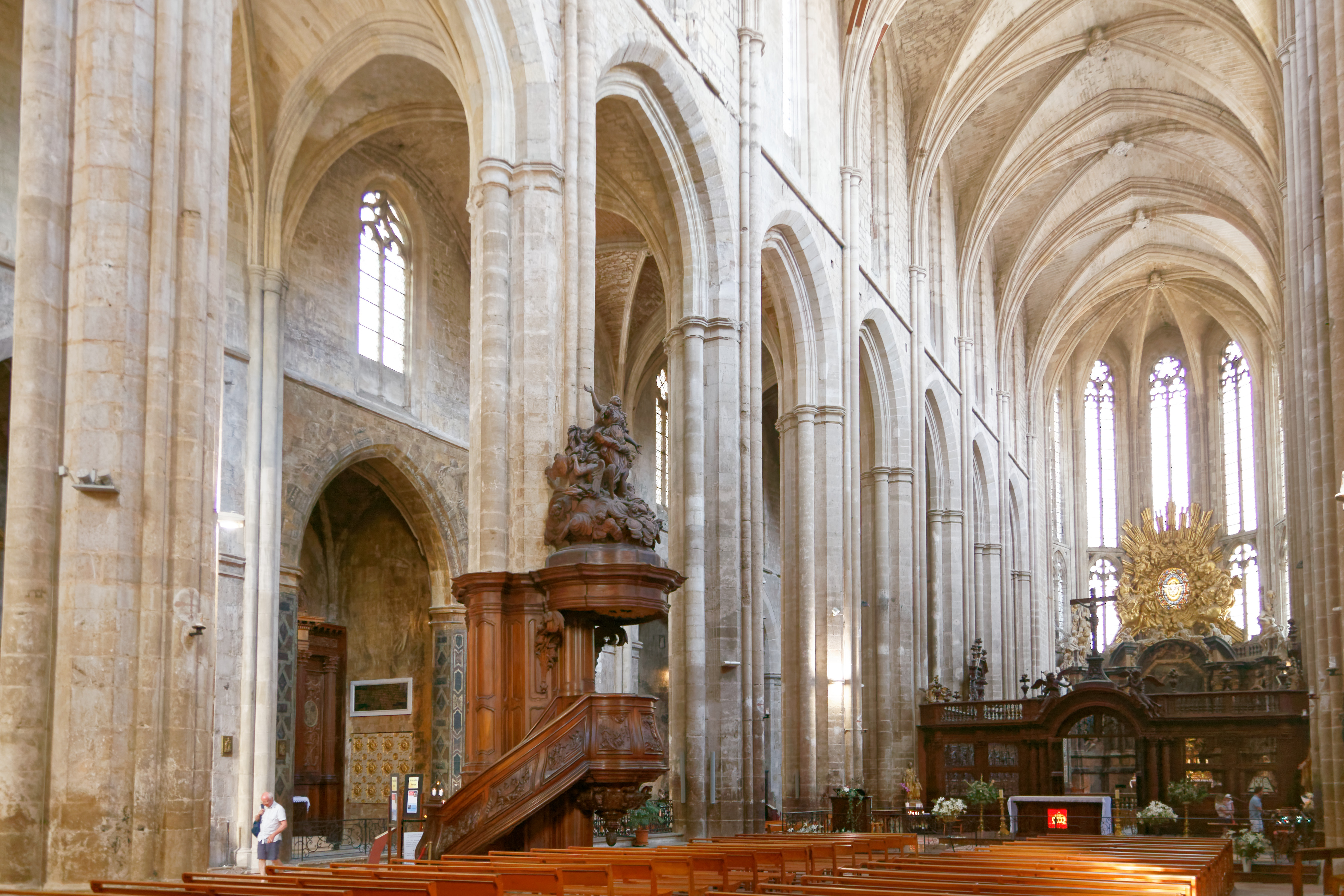
L'interno

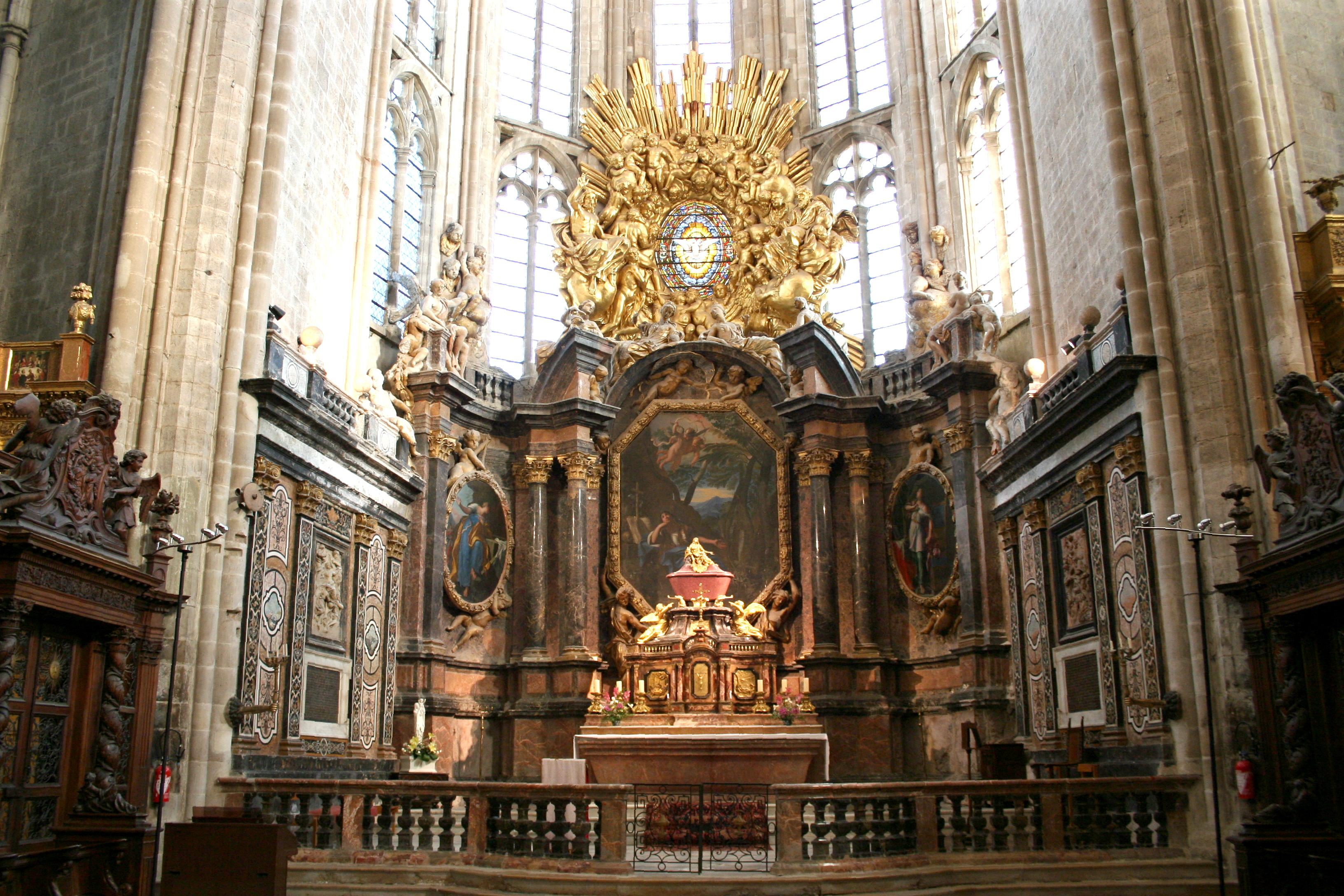
L'altare maggiore barocco

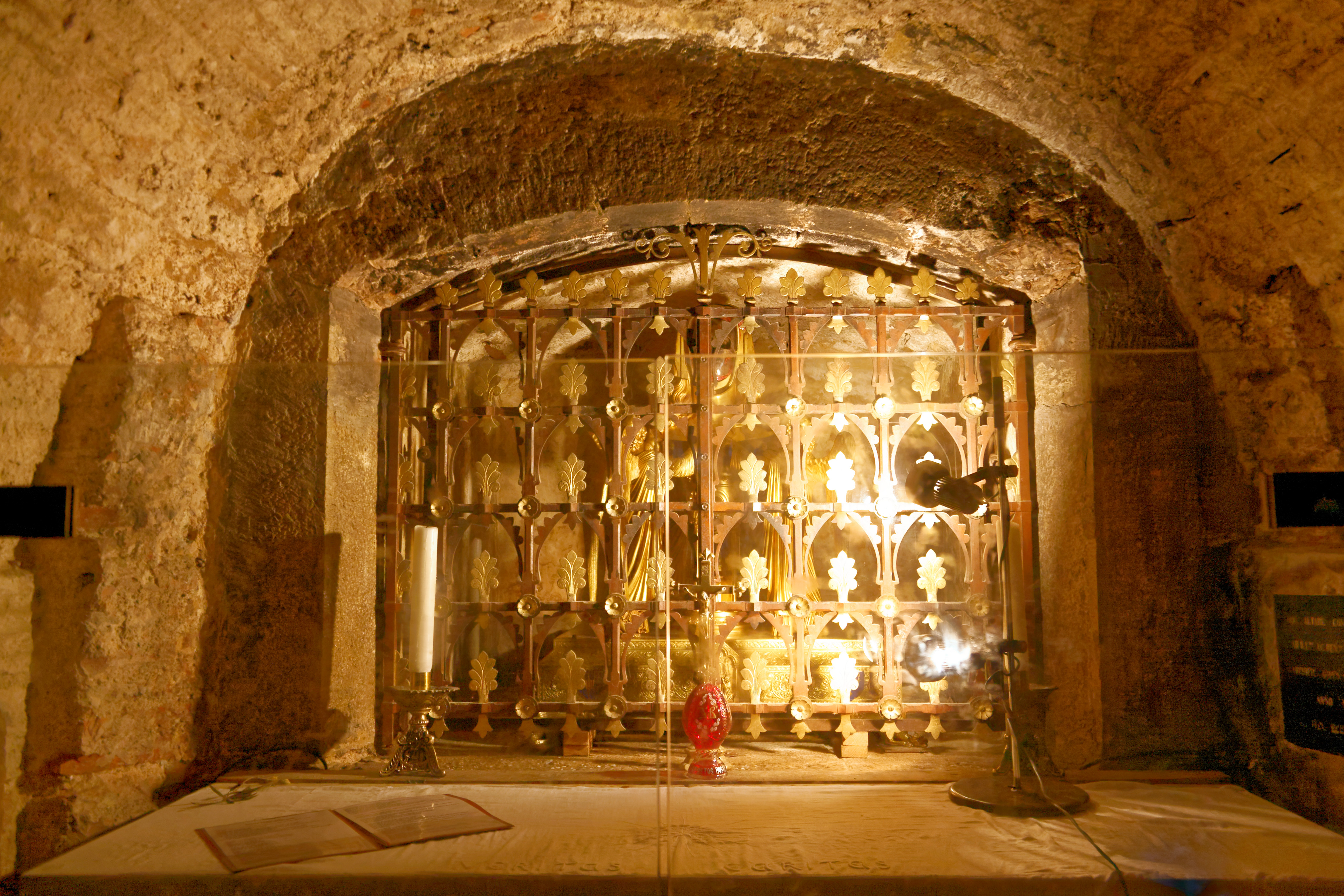
La cripta

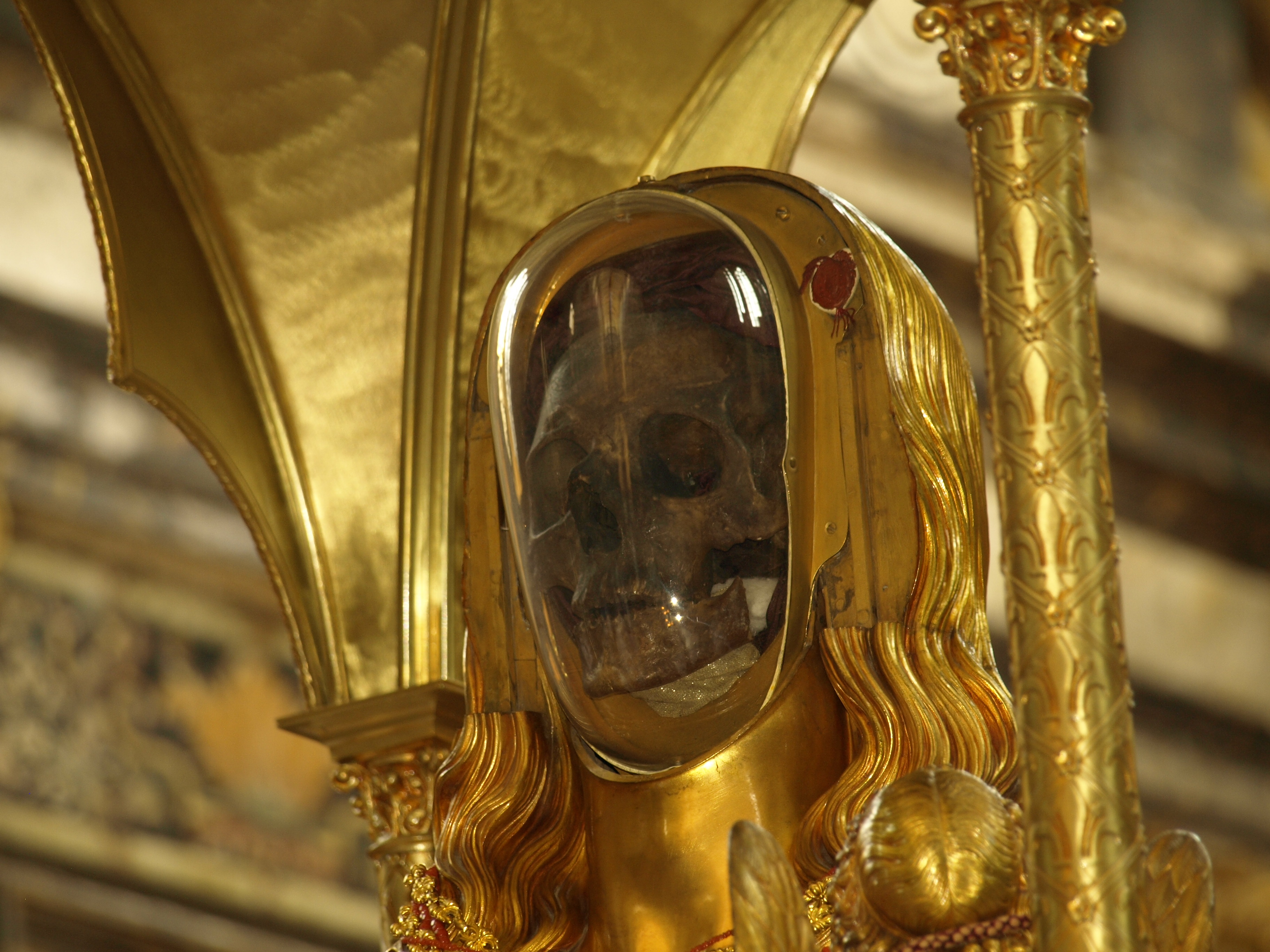
Il teschio di santa Maria Maddalena

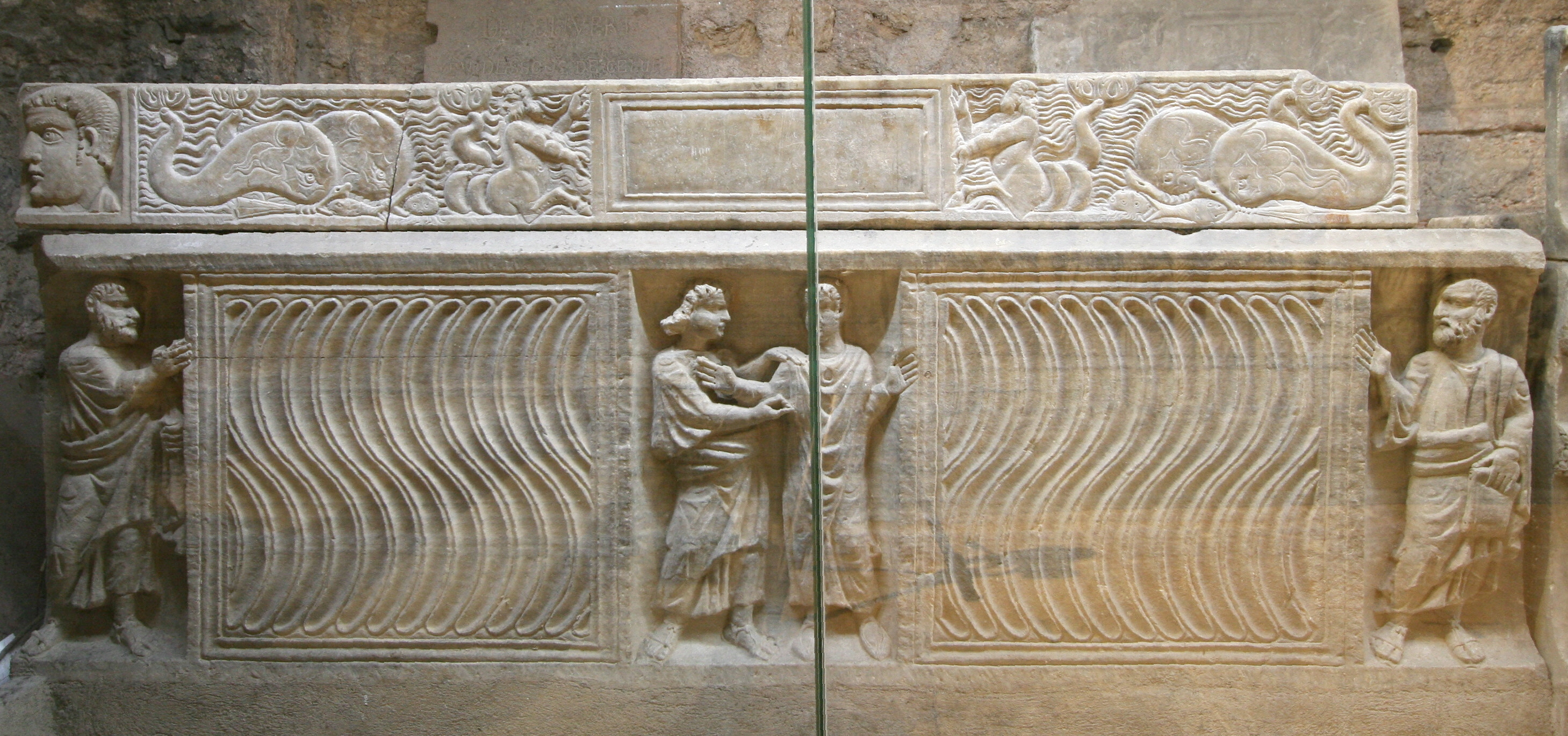
Il sarcofago di Santa Marcella

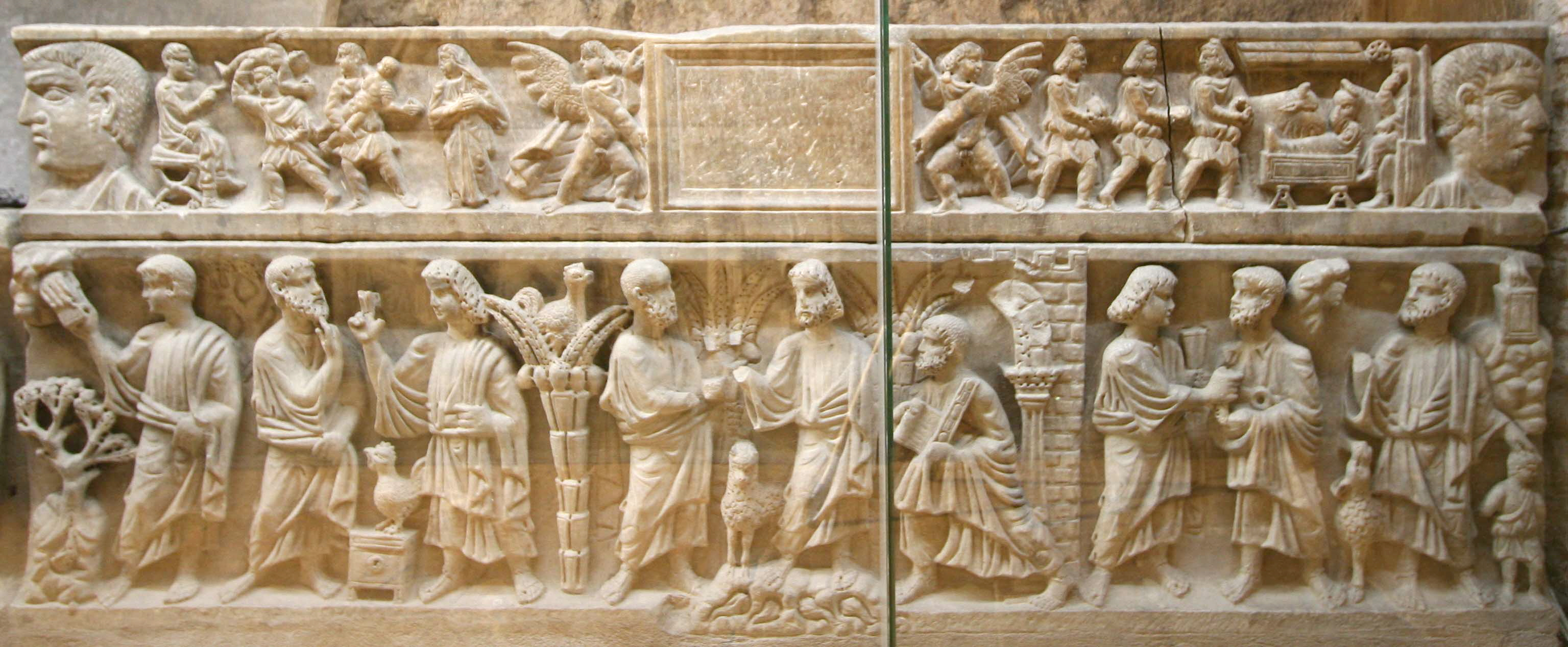
Il sarcofago di San Massimino

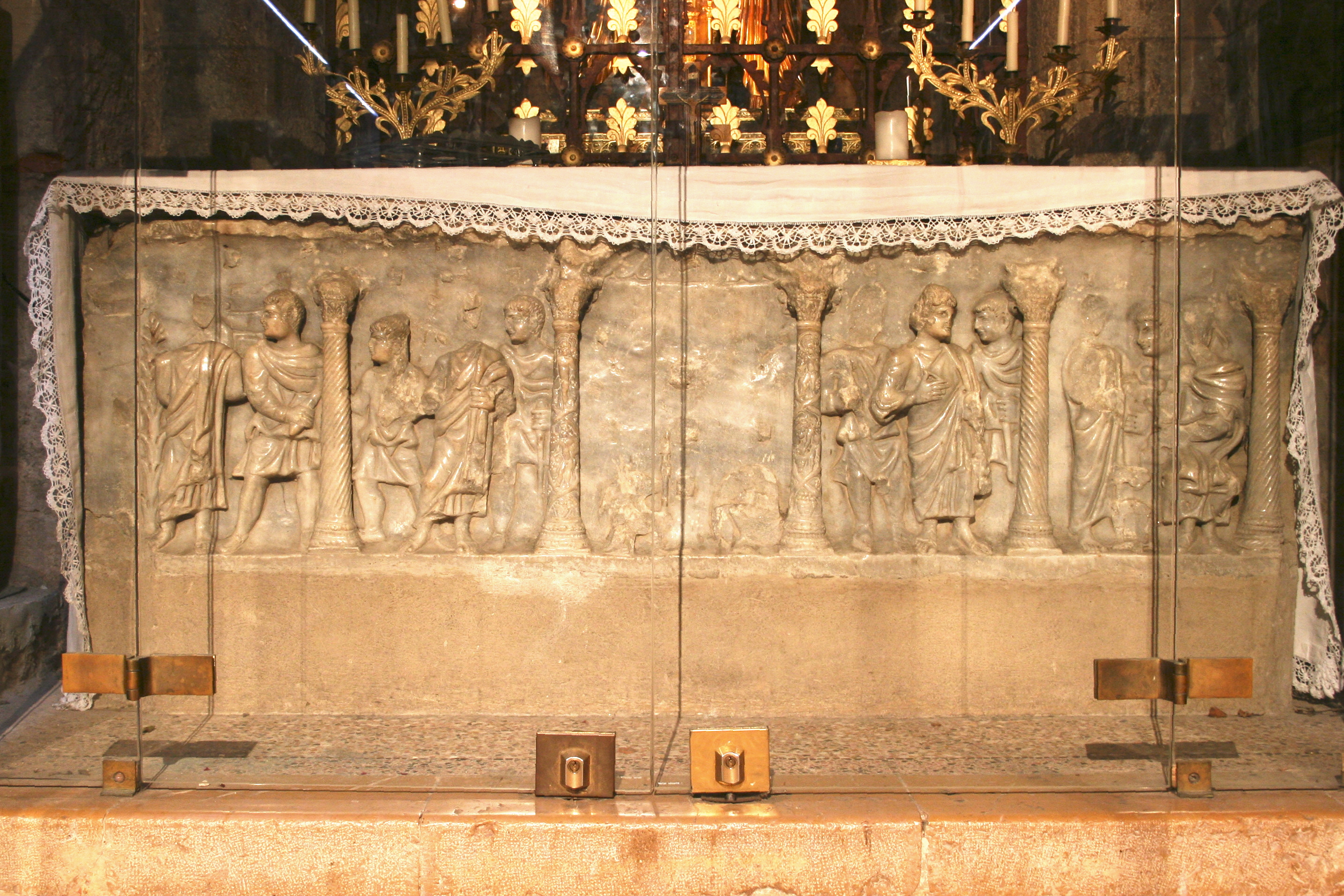
Il sarcofago di Santa Maria Maddalena

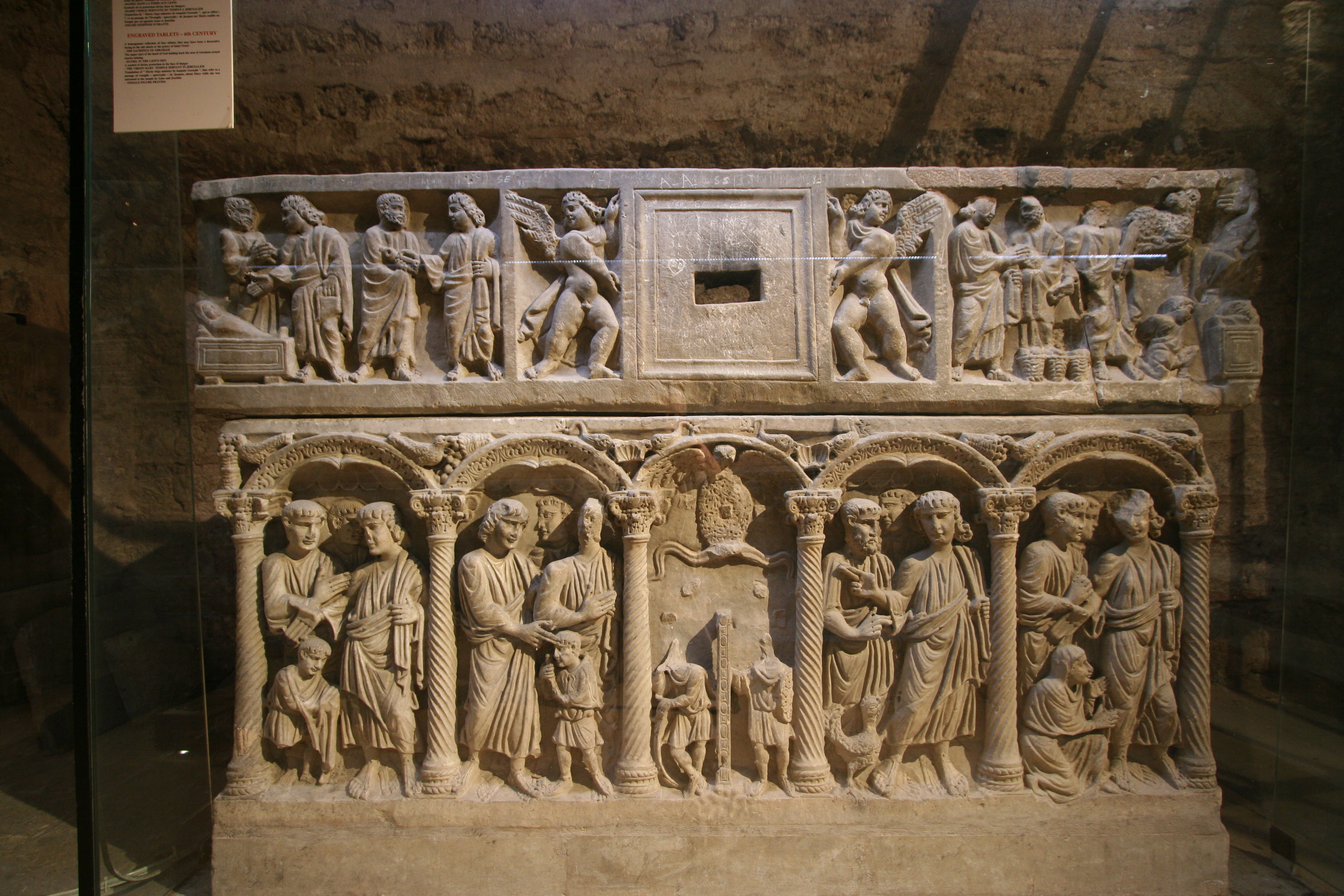
Il sarcofago di San Sidonio

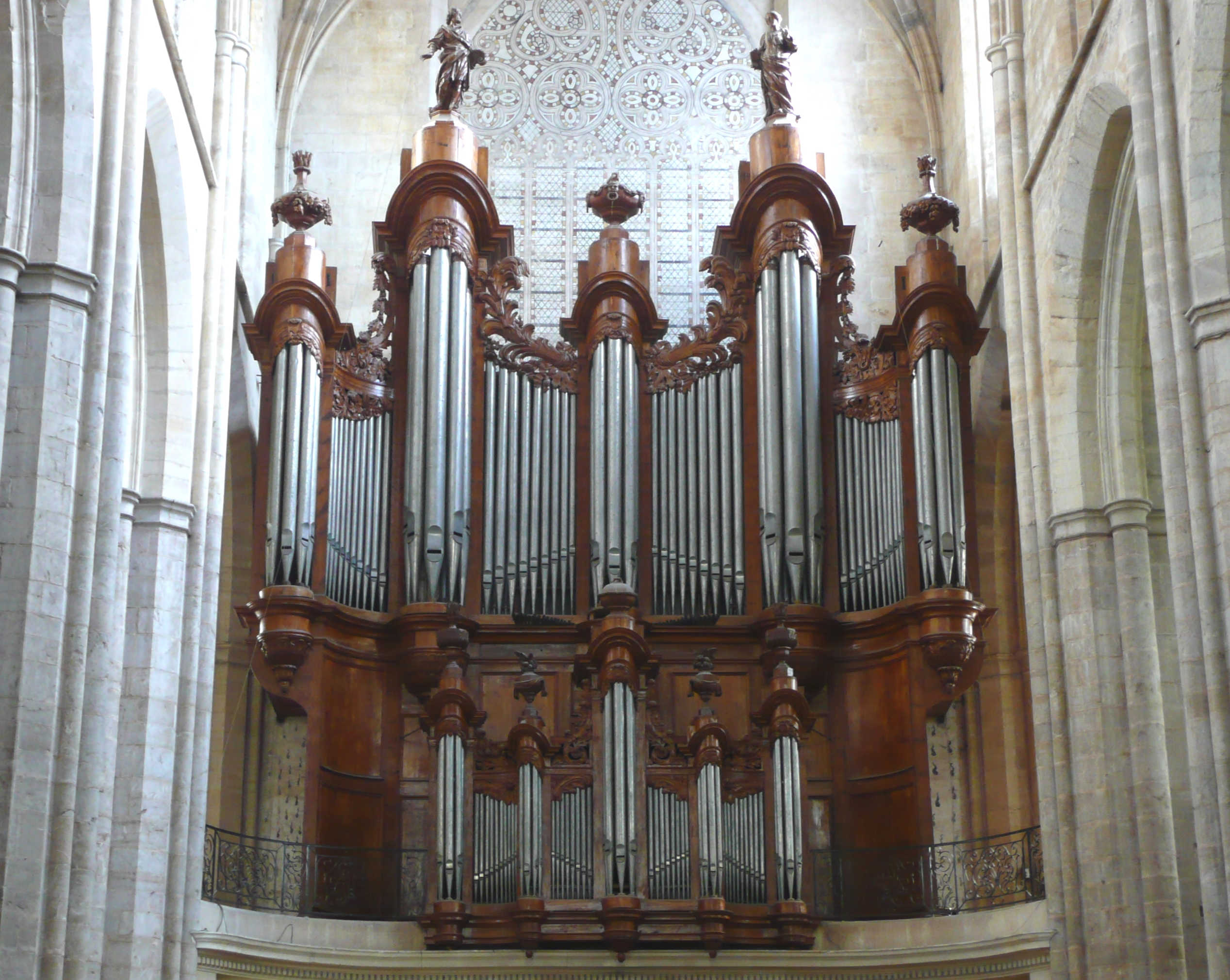
L'organo a canne

La basilica di Santa Maria Maddalena (in francese: basilique Sainte-Marie-Madeleine) è un luogo di culto cattolico di Saint-Maximin-la-Sainte-Baume, nel dipartimento del Var, sede della parrocchia omonima appartenente alla diocesi di Fréjus-Tolone.
La chiesa è monumento storico di Francia dal 1840 e basilica minore dal 2018. Costituisce uno dei principali esempi di architettura gotica della Provenza.

## Storia

### Le origini del culto
Secondo la tradizione, Maria Maddalena  in fuga dalla persecuzione di Erode, avrebbe trovato rifugio in Provenza con il fratello e la sorella. Dopo esser giunta a Saintes-Maries-de-la-Mer, avrebbe abitato per trent'anni una grotta nel massiccio di Sainte-Baume mentre evangelizzava la regione. Quando morì, fu sepolta a Saint-Maximin-la-Sainte-Baume, nel luogo che sarebbe diventata l'attuale cripta della basilica, che sarà custodita dai monaci cassianiti (discepoli di San Cassiano) provenienti dall'abbazia di Saint-Victor a Marsiglia. Nell'VIII secolo, le invasioni saracene obbligarono i religiosi a riempire di macerie la cripta per preservarla dalle depredazioni, ma ciò non ebbe ricadute negative sul culto che rimase vivo.
Nel 1279, Carlo II d'Angiò, figlio del conte di Provenza Carlo I, intraprese le ricerche per trovare la cripta con le spoglie mortali di santa Maria Maddalena; Filippo di Cabassoles sostiene nel suo Libellus hystorialis Marie beatissime Magedelene (1355) che Carlo II avrebbe agito per "ispirazione celeste". La scoperta venne autenticata nel 1295 da papa Bonifacio VIII, che certificò l'autenticità delle reliquie e concesse indulgenze ai pellegrini; il pontefice, inoltre, affidò la custodia del santuario ai frati predicatori.
Gli scavi effettuati nel 1993 nell'area a sud della basilica hanno portato alla luce un complesso religioso risalente all'inizio del VI secolo costituito da una chiesa a cui era annesso un battistero analogo, per dimensioni, a quelli di Cimiez, Fréjus e Riez; la cripta sarebbe stata più antica di un secolo. Verso l'anno 1000 la chiesa primitiva viene ricostruita e ampliata a scapito del battistero; restaurata intorno al 1200, doveva ancora essere in uso quando furono rinvenute le reliquie di Maria Maddalena.

### La costruzione della basilica
Nel 1295, Carlo II d'Angiò divenne conte di Provenza e re di Sicilia e decise di costruire sul sito dell'invenzione delle reliquie, una basilica e un convento di domenicani. Affidò la stesura dei piani dell'intero edificio al Magister Petrus Gallicus, protomagister operum curiæ. Tuttavia, in tale data, è protomagister Pierre di Angicourt, ma non è certo chi abbia effettivamente seguito l'inizio della costruzione. Dopo alcuni anni di pausa, i lavori ripresero nel 1300 e proseguirono fino al 1316 sotto la direzione dell'architetto del palazzo dei conti di Provenza, Jean Baudici, che venne chiamato dal priore Jean Gobi nel 1305. Nel 1320 risultavano terminati l'abside e l'ultima campata delle tre navate; le seguenti quattro campate furono fatte nel 1330-1345; l'ingresso alla cripta era quindi ancora fuori dalla chiesa. Nel 1404 la navata risultava terminata. Fu il maresciallo di Francia Jean II Le Meingre a volere che la cripta venisse inglobata nella costruzione riadattandone la struttura.
I lavori ripresero sotto Luigi XII nel 1508 con la nomina di un nuovo priore, Jean Damiani, che rimarrà in carica fino al 1543. La sesta campata fu realizzata nel 1513 su progetto di Hugues Caillat, mentre le tre restanti furono completate nel 1532 dopo alcune interruzioni dovute alla peste; gli architetti saranno Pierre Garcin e suo padre Jean.

### Restauri
Nel XVII secolo vennero apportate alcune importanti modifiche alla struttura: furono chiuse alcune finestre nelle cappelle laterali per l'erezione degli altari barocchi e, esternamente, la copertura delle navatelle a terrazze venne sostituita con tetti a spiovente.
Nel 1839 venne restaurata l'abside e l'anno successivo la chiesa divenne monumento storico di Francia. Nel 1875 per volere di padre Lacordaire vennero demolite le strutture addossate alla facciata, nonché le cappelle settentrionali. Restauri conservativi furono condotti nello stesso secolo sotto la direzione di Charles-Auguste Questel e Henri Révoil.
Durante la prima metà del XX secolo, l'architetto e archeologo Jules Formigé si interessò alla basilica e condusse alcuni scavi nell'area della cripta che era stata ridipinta nel 1844 secondo il gusto dell'epoca; suo figlio Jean-Camille lavorò nell'area della navata nord, rimuovendo le superfetazioni seicentesche.
Nel 1975-1976, a causa dello stato di avanzato degrado della struttura, dovuto anzitutto alle infiltrazioni d'acqua con caduta di calcinacci dalle volte, venne operato un restauro conservativo; nel 1986-1987 fu rinforzata la facciata, incompiuta. Nuovi interventi sono stati condotti fino al 1993.
La chiesa è stata elevata alla dignità di basilica minore da papa Francesco il 23 marzo 2018.

## Descrizione

### Basilica
L'edificio ha una struttura a tre navate delle quali la maggiore di nove campate e le laterali di otto; tra i contrafforti di quest'ultime, si aprono delle cappelle; ciascuna navatella termina con una cappella poligonale che, attraverso una grande arcata, comunica con l'ultima campata della navata maggiore. Non vi sono né transetto, né deambulatorio, e le volte sono a crociera; la struttura è analoga a quella della cattedrale di Bourges (che però è dotata di deambulatorio).
Il pulpito barocco si trova a ridosso del terzo pilastro di sinistra ed è opera del frate Louis Gudet che lo portò a termine nel 1756: sul parapetto della piattaforma e della scala d'accesso vi sono sette rilievi con scene della vita della Maddalena, mentre il baldacchino è sormontato da un gruppo scultoreo a tutto tondo raffigurante la santa in gloria. Nella settima e nell'ottava campata della navata maggiore, su due lati, trovano luogo gli stalli lignei del coro, realizzati nel 1692 da François Peironi; gli alti schienali sono ornati da ventidue medaglioni scolpiti a bassorilievo con miracoli compiuti da santi domenicani, secondo un percorso iconografico dettato da Vincent Funel, O.P.. Nell'abside poligonale trova luogo l'altare maggiore barocco è in marmi policromi; sopra la mensa, ai lati del tabernacolo, due bronzi dorati con la cena in Emmaus (a sinistra) e la morte di san Giuseppe (a destra), di Joseph Lieutaud; più in alto, una in porfido rosso per le reliquie, di Silvio Calce, sorretta da due cani dorati, di Alessandro Algardi, e sormontato da una statuetta di Santa Maria Maddalena dello stesso autore. L'ancona presenta tre dipinti di André Boisson: Santa Maria Maddalena a Sainte-Baume (al centro), l'Incontro con il Risorto (ovale di sinistra) e la Rinuncia alle ricchezze (ovale di destra). La Gloria e le altre sculture che sovrastano l'altare sono di Joseph Lieutaud.

### Cripta
La cripta ha la forma di una stanza a pianta rettangolare orientata lungo l'asse nord-sud, quindi perpendicolare all'asse della basilica. È probabilmente una tomba paleocristiana del IV secolo, originariamente rivestita integralmente in marmo o in marmo ed intonaco dipinto. La doppia scalinata d'accesso è del XVII secolo e sostituisce quella primitiva; nella parete sud, in una nicchia sopra l'altare, è collocato il reliquiario di Santa Maria Maddalena.
Il grande reliquiario contiene un teschio che, secondo la tradizione, sarebbe quello di Maria Maddalena, e un lembo di carne o tessuto osseo aderente all'osso frontale della santa sulla quale Gesù avrebbe posto le dita nel giorno della risurrezione pronunciando la frase: «Noli me tangere». Queste ossa fanno parte di quelle scoperte durante gli scavi effettuati da Carlo II d'Angiò, contenute in un reliquiario di oro e argento con una corona d'oro e gemme, scomparsi durante la rivoluzione francese; il lembo di carne fu staccato durante la ricognizione febbraio 1789. Il reliquiario attuale fu realizzato dall'orefice Didron nel 1860 su disegno dell'architetto Henri Révoil.
Nella cripta si trovano quattro sarcofagi risalenti al IV secolo, la cui collocazione è stata più volte cambiata:
- il sarcofago di Santa Marcella (parete est) raffigura al centro Gesù, imberbe e dai lunghi capelli ricci, che con un gesto familiare posa la mano sinistra sulla spalla di colui che potrebbe essere il defunto,[23] da alcuni identificato in san Massimino.[24] Ai lati, san Pietro e San Paolo, mentre sul coperchio vi è un fregio con una coppia di tritoni e delfini.[25]
- Il sarcofago del massacro dei Santi Innocenti (parete est, già erroneamente chiamato di San Massimino) prende il nome da una delle due raffigurazioni presenti sul coperchio; l'altra rappresenta l'adorazione dei pastori. Sul lato anteriore della vasca, invece, vi sono Cristo, giovane e imberbe, tra due palme e i santi Pietro e Paolo, su una roccia dalla quale sgorgano i quattro fiumi del paradiso (Gihon, Eufrate, Pison e Tigri); le scene ai lati riguardano direttamente l'apostolo Pietro, con il tradimento (a sinistra) e la consegna delle chiavi (a destra). Sulle facce laterali, poi, vi sono la consegna della Legge a Mosè (sinistra) e l'episodio del roveto ardente (destra).[26]
- Il sarcofago di Santa Maria Maddalena (parete sud) si presenta mutilo e costituisce l'altare. Al centro della faccia anteriore, entro un'architettura, vi è una croce gemmata, con ai lati Gesù che compare davanti a Ponzio Pilato (a destra) e il martirio di san Paolo (a sinistra). Sulle due facce laterali, invece, vi sono la predicazione di Gesù (a sinistra) e il tradimento di Giuda (a destra).[27]
- Il sarcofago di San Sidonio (parete ovest), probabilmente in origine destinato ad accogliere due salme, presenta sulla faccia anteriore della vasca cinque archi sorretti da colonne corinzie scanalate, sormontati da elementi vegetali e animali; il campo centrale conteneva una croce gemmata solo in parte conservata, mentre nei laterali vi sono scene della vita di Cristo (da sinistra: l'intercessione del centurione, la guarigione di un cieco, il tradimento di Pietro e la guarigione dell'emorroissa). Il coperchio presenta al centro un cartiglio sorretto da due geni alati, affiancato dalla consegna delle chiavi a Pietro e probabilmente la resurrezione della figlia di Giairo (a sinistra) e dalla moltiplicazione dei pani e il sacrificio di Abramo (a destra).[28]

### Organo a canne
Sulla cantoria in controfacciata si trova l'organo a canne, costruito nel 1772-1774 da Jean-Esprit Isnard e tuttora pressoché integro nelle sue caratteristiche foniche originarie; è stato classificato monumento storico di Francia sia per la parte strumentale, sia per la cassa lignea barocca. Quest'ultima è coeva allo strumento e presenta un positivo tergale pressoché identico al prospetto dell'organo maggiore della cattedrale di San Salvatore ad Aix-en-Provence, realizzato dallo stesso Isnard nel 1743-1745.
Lo strumento è a trasmissione integralmente meccanica e dispone di 43 registri per un totale di 2962 canne; è stato il primo in Francia ad essere dotato di trombe orizzontali. La sua consolle è a finestra ed ha i registri azionati da pomelli su più colonne ai lati dei quattro manuali; le pedaliere sono due (l'una alla francese, l'altra dritta), interscambiabili.